# Quararibea
Genre
Classification APG III (2009)
Synonymes
- Gerberia Scop.
- Lexarza La Llave
- Myrodia Sw.[1]

Quararibea est un genre d'arbre, appartenant à la famille des Malvaceae (anciennement des Bombacaceae), et dont l'espèce type est Quararibea guianensis Aubl..

## Description
Le genre Quararibea correspond à des espèces d'arbre à feuilles, simples, couvertes de poils simples et étoilés. L'inflorescence, est axillaire ou ramiflore. Les fleurs sont solitaires ou regroupées sur de courtes brindilles. Les pédicelles sont bractéolées. Les fleurs sont actinomorphes avec des sépales connés renfermant des boutons bien développés. Les étamines forment un tube bien développé. Les anthères sont attachées aux lobes apicaux du tube ou au tube lui-même. L'ovaire comporte 2-4 loges. Les fruits indéhiscent renferme des graines retenues dans un endocarpe dur et fibreux pendant la dispersion.

## Diagnose

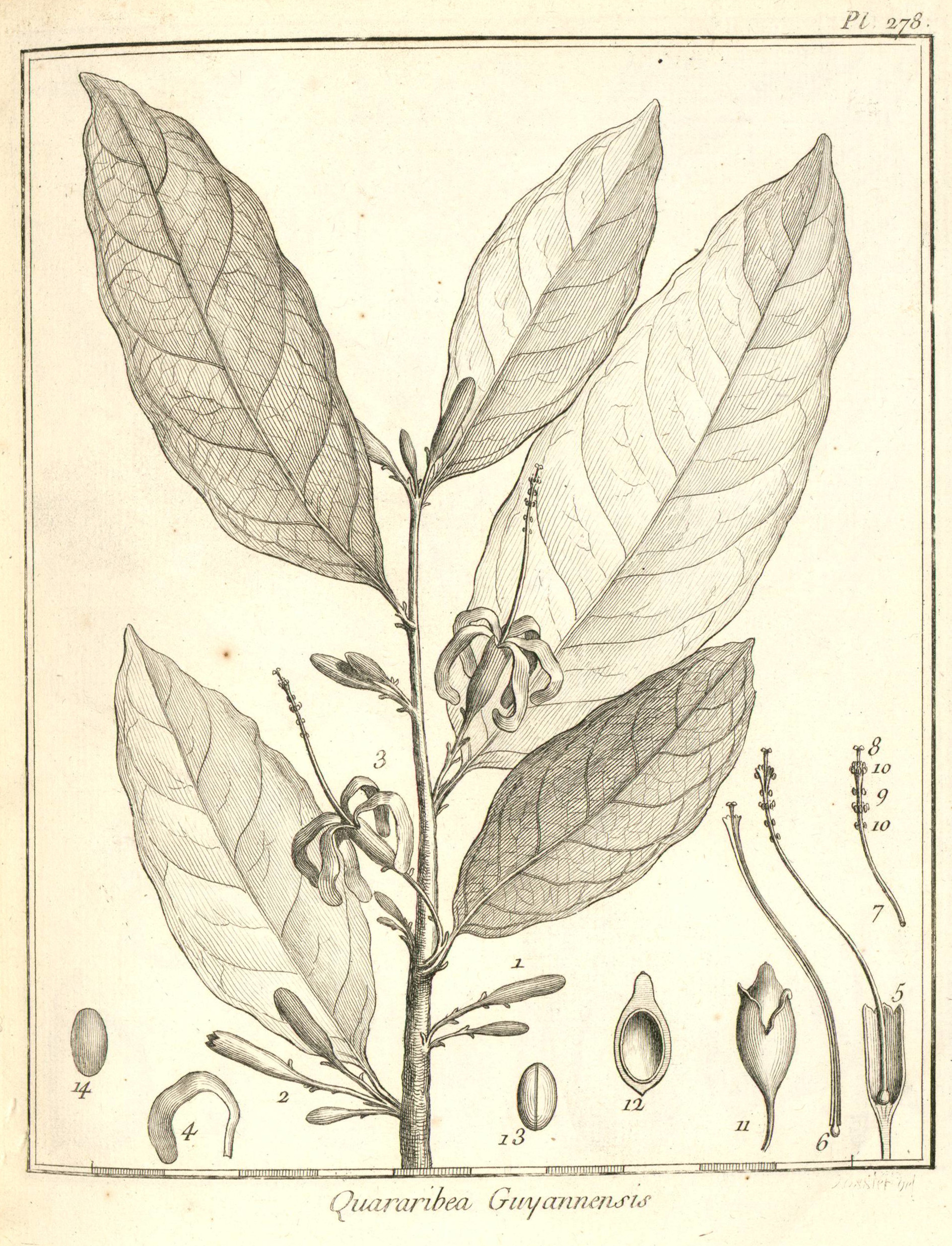
Quararibea guianensis : Planche 278 accompagnant la description du genre Quararibea par Aublet (1775)
Toutes les parties, qu'on a repréſentées, ſont diminuées de leur grandeur naturelle. - 1. Bouton de fleur, garni à ſon pédoncule de pluſieurs corps glanduleux. - 2. Calice. - 3. Corolle épanouie. Style. Étamines. - 4. Pétale ſéparé. - 5. Calice ouvert. Piſtil. Étamines. - 6. Tube ouvert. Ovaire. Style. Stigmate. - 7. Portion de tube qui porte les étamines. - 8. Stigmate. - 9. Étamines. - 10. Glandes. - 11. Capſule enveloppée du calice. - 12. Portion de capſule avec une amande. - 13. Les deux amandes. - 14. Amande ſeule vue par ſa face interne.

En 1775, le botaniste Aublet propose la diagnose suivante : 
« QUARARIBEA. (Tabula 278.)

CAL. Perianthium monophyllum, ſcabriuſculum ; tri vel quadri & quinque-dentatum, quandoque uno latere ad medietatem fiſſum. 
COR. Petala quinque, alba, oblonga, anguſta, obtuſa, undulata, calicis fundo inſerta, limbo extrà calicem patente, recurvo & inflexo 
STAM. Tubus cylindraceus, tenuis, longiſſimus, calicis fundo inſertus ; glandulis quatuor, quinque & ampliùs terminates. Antheræ novem, ſeſſiles, infra poſitæ, & ſuprà alias glandulas inferiores, concavas, virides, remotas & ſparſas. 
PIST. Germen minimum, ſubrotundum. Stylus longiſſimus, intrà tubum antherarum. Stigma carnoſum, craſſiuſculum, bilobum, extra tubum prominens.
PER. Capsula coriacea, ovata, calice involuta, bilocularis. 

SEM. unicum, ovatum, extùs convexum, intùs planum, in quolibet loculo. »
— Fusée-Aublet, 1775.

## Liste d'espèces
Selon World Flora Online (WFO) (17 décembre 2021) :
- Quararibea alata (Little) Cuatrec.
- Quararibea alchornifolia (Planch. & Triana) Vischer
- Quararibea amazonica Ulbr.
- Quararibea amplifolia (Pittier) Cuatrec.
- Quararibea apaporiensis (Cuatrec.) A.Robyns & S.Nilsson
- Quararibea aristeguietae Cuatrec.
- Quararibea asterolepis Pittier
- Quararibea asymmetrica (Cuatrec.) Cuatrec.
- Quararibea aurantiocalyx W.S.Alverson
- Quararibea bicolor (Ducke) Cuatrec.
- Quararibea bilobata A.Robyns
- Quararibea bolivarii (Cuatrec.) Cuatrec.
- Quararibea bracteolosa (Ducke) Cuatrec.
- Quararibea cacao (Triana & Planch.) Baill.
- Quararibea caldasiana Fern. Alonso
- Quararibea casasecae Fern. Alonso & Castrov.
- Quararibea castano (H.Karst. & Triana) Cuatrec.
- Quararibea chodatii Vischer
- Quararibea ciroana Cuatrec.
- Quararibea coloradorum (Benoist) Cuatrec.
- Quararibea cordata (Bonpl.) Vischer
- Quararibea cornucopiae (Vischer) Vischer
- Quararibea costaricensis W.S.Alverson
- Quararibea cruceto (Cuatrec.) Cuatrec.
- Quararibea dolichopoda A.Robyns
- Quararibea dolichosiphon A.Robyns & S.Nilsson
- Quararibea dowdingii (Sprague) Vischer
- Quararibea duckei Huber
- Quararibea floribunda (A.St.-Hil. & Naudin) K.Schum.
- Quararibea foenigraeca Cuatrec.
- Quararibea funebris (La Llave) Vischer
- Quararibea gentlei Lundell
- Quararibea gigantiflora Pittier
- Quararibea glandifera (Planch. & Triana) Vischer
- Quararibea gomeziana W.S.Alverson
- Quararibea grandifolia (Little) Cuatrec.
- Quararibea guianensis Aubl.
- Quararibea hirta (Cuatrec.) Cuatrec.
- Quararibea huallagensis (Cuatrec.) J.F.Macbr.
- Quararibea idroboi (Cuatrec.) A.Robyns & S.Nilsson
- Quararibea inaequalis (Dugand) García-Barr. & Hern.Cam.
- Quararibea inaequilatera Cuatrec.
- Quararibea intricata A.Robyns & S.Nilsson
- Quararibea jefensis A.Robyns & S.Nilsson
- Quararibea lasiocalyx (K.Schum.) Vischer
- Quararibea lecythicarpa (Ducke) Cuatrec.
- Quararibea leptandra Cuatrec.
- Quararibea lomensis Cuatrec.
- Quararibea longiflora (Gleason) Cuatrec.
- Quararibea longipes (Little) Montiel
- Quararibea longitubulosa A.Robyns
- Quararibea loretoyacuensis Cuatrec.
- Quararibea magnifica Pittier
- Quararibea malacocalyx A.Robyns & S.Nilsson
- Quararibea martini Baill.
- Quararibea obliquifolia (Standl.) Standl.
- Quararibea oblongifolia (Poepp. & Endl.) Vischer
- Quararibea obovalifolia Pittier
- Quararibea ochrocalyx (K.Schum.) Vischer
- Quararibea palenquiana A.Robyns
- Quararibea paraensis (Huber) Vischer
- Quararibea parviflora Lundell
- Quararibea parvifolia Standl.
- Quararibea pendula W.S.Alverson
- Quararibea pendulifera K.Schum.
- Quararibea penduliflora K. Schum.
- Quararibea platyphylla Pittier & Donn.Sm.
- Quararibea pterocalyx Hemsl.
- Quararibea pumila W.S.Alverson
- Quararibea putumayensis Cuatrec.
- Quararibea rhombifolia (Cuatrec.) J.F.Macbr.
- Quararibea sanblasensis A.Robyns
- Quararibea santaritensis W.S.Alverson
- Quararibea schultesii Cuatrec.
- Quararibea sclerophylla (Cuatrec.) Cuatrec.
- Quararibea soegengii (Cuatrec.) A.Robyns & S.Nilsson
- Quararibea spatulata Ducke
- Quararibea stenopetala (Standl. & Cuatrec.) J.F.Macbr.
- Quararibea stenophylla Pittier
- Quararibea steyermarkii Cuatrec.
- Quararibea sulcata Cuatrec.
- Quararibea turbinata (Sw.) Poir. - bois-lélé (Antilles)
- Quararibea uribei García-Barr. & Hern.Cam.
- Quararibea velutina Cuatrec.
- Quararibea verticillaris (Moc. & Sessé ex DC.) Vischer
- Quararibea wittii K.Schum. & Ulbr.
- Quararibea wurdackii A.Robyns
- Quararibea yunckeri Standl.